# فهرست قنات‌های شهرستان همدان
جدول زیر بر اساس آمار وزارت جهاد کشاورزیتهیه شده‌است. فهرست زیر قنات‌های شهرستان همدان در استان همدان را نشان می‌دهد.
| نام قنات          | موقعیت                        | نزدیک‌ترین روستا  | طول قنات (متر) | تعداد میله چاه | عمق مادر چاه | دبی (لیتر بر ثانیه) | سطح زیر کشت (هکتار) |
| ----------------- | ----------------------------- | ---------------- | -------------- | -------------- | ------------ | ------------------- | ------------------- |
| اسیلان            | بخش مرکزی شهرستان همدان       | حیدره            | ۵۰             | ۳              | ۴            | ۴                   | ۴                   |
| اصیل بند          | بخش مرکزی شهرستان همدان       | برفجین           | ۳۰             | ۳              | ۱۰           | ۴                   | ۴                   |
| اقحصار            | بخش مرکزی شهرستان همدان       | اقحصار           | ۲۰۰            | ۱۰             | ۶            | ۴                   | ۴                   |
| جنته دره          | بخش مرکزی شهرستان همدان       | چشمه قصابان      | ۷۰۰            | ۳۵             | ۷            | ۵                   | ۵                   |
| دره دره           | بخش مرکزی شهرستان همدان       | ارزانفود         | ۲۰             | ۲              | ۷            | ۳                   | ۳                   |
| سیلان             | بخش مرکزی شهرستان همدان       | مونجین           | ۸۰             | ۴              | ۷            | ۴                   | ۴                   |
| شوراب             | بخش مرکزی شهرستان همدان       | علی‌آباد آمحار    | ۳۰۰            | ۲۰             | ۸            | ۱۲                  | ۱۲                  |
| عمومی             | بخش مرکزی شهرستان همدان       | شمس‌آباد          | ۵۰۰            | ۱۳             | ۱۰           | ۱۰                  | ۱۰                  |
| عمومی             | بخش مرکزی شهرستان همدان       | برفجین           | ۲۰۰۰           | ۴۰             | ۱۰           | ۱۵                  | ۱۵                  |
| عمومی             | بخش مرکزی شهرستان همدان       | توئیجین          | ۳۰۰            | ۱۵             | ۱۳           | ۱۰                  | ۱۰                  |
| عمومی             | بخش مرکزی شهرستان همدان       | انصار            | ۶۰۰۰           | ۲۱۰            | ۲۰           | ۳۰                  | ۳۰                  |
| عمومی             | بخش مرکزی شهرستان همدان       | سرخ‌آباد          | ۳۰۰۰           | ۱۲۰            | ۱۸           | ۲۰                  | ۲۰                  |
| عمومی             | بخش مرکزی شهرستان همدان       | دهپیاز           | ۵۰۰            | ۱۴             | ۸            | ۱۵                  | ۱۵                  |
| عمومی             | بخشی نامعلوم در شهرستان همدان | قوزلیجه۲         | ۳۵۰            | ۱۲             | ۱۰           | ۱۵                  | ۱۵                  |
| عمومی             | بخشی نامعلوم در شهرستان همدان | قوزلیجه۱         | ۱۲۰            | ۸              | ۷            | ۱۰                  | ۱۰                  |
| عمومی             | بخش مرکزی شهرستان همدان       | یکتاآباد         | ۳۰۰۰           | ۴۵             | ۱۱           | ۱۰                  | ۱۰                  |
| عمومی             | بخش مرکزی شهرستان همدان       | اولیا            | ۴۵             | ۳۰             | ۴            | ۲                   | ۶                   |
| عمومی             | بخش مرکزی شهرستان همدان       | منوچهری          | ۵۰۰            | ۳۰             | ۱۲           | ۱۴                  | ۱۴                  |
| عمومی             | بخش مرکزی شهرستان همدان       | منوچهری          | ۱۰۰۰           | ۲۷             | ۱۲           | ۱۳                  | ۱۳                  |
| عمومی             | بخش مرکزی شهرستان همدان       | امزاجرد          | ۱۰۰۰           | ۳۰             | ۶            | ۱۰                  | ۱۰                  |
| عمومی             | بخش مرکزی شهرستان همدان       | علی‌آباد پشت شهر  | ۵۰۰            | ۳۵             | ۱۵           | ۱۴                  | ۱۴                  |
| عمومی             | بخش مرکزی شهرستان همدان       | چشین             | ۵۰۰            | ۳۱             | ۱۰           | ۸                   | ۸                   |
| عمومی             | بخشی نامعلوم در شهرستان همدان | حاجی مقصود       | ۱۰۰۰           | ۴۰             | ۶            | ۶                   | ۶                   |
| عمومی             | بخش مرکزی شهرستان همدان       | بهرام‌آباد        | ۲۰۰            | ۴              | ۸            | ۵                   | ۵                   |
| عمومی آق کل       | بخش مرکزی شهرستان همدان       | گنبد             | ۳۰۰            | ۰              | ۵            | ۲۰                  | ۲۰                  |
| عمومی۱            | بخش مرکزی شهرستان همدان       | عربلو            | ۵۵۰            | ۲۲             | ۸            | ۲۰                  | ۲۰                  |
| عمومی۲            | بخش مرکزی شهرستان همدان       | عربلو            | ۳۵۰            | ۱۵             | ۹            | ۸                   | ۸                   |
| عمومی۳            | بخش مرکزی شهرستان همدان       | عربلو            | ۲۰۰            | ۱۰             | ۶            | ۵                   | ۵                   |
| قنات بالا         | بخش مرکزی شهرستان همدان       | پل شکسته         | ۷۰۰            | ۳۲             | ۸            | ۲۰                  | ۲۰                  |
| قنات بالا         | بخش مرکزی شهرستان همدان       | مرادبلاقی        | ۵۰۰            | ۲۲             | ۶            | ۸                   | ۸                   |
| قنات بغل روستا    | بخش مرکزی شهرستان همدان       | نشیر             | ۵۰۰            | ۱۵             | ۱۰           | ۴                   | ۴                   |
| قنات جاده علی‌آباد | بخش مرکزی شهرستان همدان       | علی‌آباد          | ۴۵۰            | ۱۴             | ۱۲           | ۲                   | ۲۰                  |
| قنات جواشری       | بخشی نامعلوم در شهرستان همدان | برکت‌آباد         | ۴۰۰            | ۱۵             | ۱۰           | ۴                   | ۴                   |
| قنات دست راست     | بخش مرکزی شهرستان همدان       | مزرعه رحیم‌آباد   | ۱۵۰            | ۷              | ۱۰           | ۳                   | ۳                   |
| قنات دست چپ       | بخش مرکزی شهرستان همدان       | مزرعه رحیم‌آباد   | ۳۰۰            | ۱۲             | ۱۰           | ۶                   | ۶                   |
| قنات دیزج         | بخش مرکزی شهرستان همدان       | دیزج             | ۱۰۰۰           | ۳۵             | ۱۵           | ۸                   | ۸                   |
| قنات رضائی        | بخش مرکزی شهرستان همدان       | دره مرادبیگ      | ۱۰۰            | ۵              | ۶            | ۲                   | ۲                   |
| قنات زنگی بلاق    | بخش مرکزی شهرستان همدان       | زنگی بلاق        | ۳۰۰            | ۱۲             | ۷            | ۹                   | ۹                   |
| قنات شماره۱       | بخش مرکزی شهرستان همدان       | بارابند          | ۲۰۰            | ۸              | ۷            | ۵                   | ۵                   |
| قنات شماره۱       | بخش مرکزی شهرستان همدان       | پادگان قهرمان    | ۴۰۰            | ۱۵             | ۷            | ۱۵                  | ۱۵                  |
| قنات شماره۲       | بخش مرکزی شهرستان همدان       | بارابند          | ۱۵۰            | ۶              | ۵            | ۴                   | ۴                   |
| قنات شماره۲       | بخش مرکزی شهرستان همدان       | پادگان قهرمان    | ۳۰۰            | ۱۱             | ۶            | ۱۰                  | ۱۰                  |
| قنات شماره۳       | بخش مرکزی شهرستان همدان       | بیمارستان ارتش   | ۵۵۰            | ۲۵             | ۱۰           | ۲۰                  | ۲۰                  |
| قنات شماره۳       | بخش مرکزی شهرستان همدان       | بارابند          | ۱۶۰            | ۶              | ۶            | ۴                   | ۴                   |
| قنات صفری         | بخش مرکزی شهرستان همدان       | حیدره            | ۳۰۰            | ۱۶             | ۱۰           | ۱۰                  | ۱۰                  |
| قنات صیفی         | بخش مرکزی شهرستان همدان       | حیدره            | ۲۰۰            | ۱۲             | ۸            | ۵                   | ۵                   |
| قنات ظفری         | بخش مرکزی شهرستان همدان       | تکمه داش         | ۱۵۰            | ۹              | ۷            | ۴                   | ۴                   |
| قنات عمومی        | بخش مرکزی شهرستان همدان       | روباطه           | ۵۰۰            | ۲۱             | ۱۲           | ۲۰                  | ۲۰                  |
| قنات عمومی        | بخشی نامعلوم در شهرستان همدان | رزج              | ۲۴۰            | ۱۲             | ۱۸           | ۲۵                  | ۲۵                  |
| قنات عمومی        | بخشی نامعلوم در شهرستان همدان | طاون‌آباد         | ۶۱۰            | ۳۰             | ۱۱           | ۱۰                  | ۱۰                  |
| قنات عمومی        | بخشی نامعلوم در شهرستان همدان | اقدره            | ۱۱۰۰           | ۵۵             | ۱۲           | ۸                   | ۸                   |
| قنات عمومی        | بخشی نامعلوم در شهرستان همدان | قبجاق            | ۶۵۰            | ۴۰             | ۶٫۵          | ۱۰                  | ۱۰                  |
| قنات عمومی        | بخشی نامعلوم در شهرستان همدان | برکت‌آباد         | ۹۵۰            | ۴۷             | ۱۱           | ۲۵                  | ۲۵                  |
| قنات عمومی        | بخش مرکزی شهرستان همدان       | حسن‌آباد          | ۲۰۰۰           | ۶۰             | ۱۳           | ۱۵                  | ۱۵                  |
| قنات عمومی        | بخشی نامعلوم در شهرستان همدان | مسلم‌آباد         | ۲۰۰۰           | ۸۰             | ۱۲           | ۱۰                  | ۱۰                  |
| قنات عمومی        | بخش مرکزی شهرستان همدان       | مهرآباد          | ۳۰۰            | ۱۲             | ۶            | ۸                   | ۸                   |
| قنات عمومی        | بخش مرکزی شهرستان همدان       | قلی کندی         | ۲۵۰            | ۱۰             | ۹            | ۸                   | ۸                   |
| قنات عمومی        | بخش مرکزی شهرستان همدان       | مهبار            | ۴۰۰            | ۲۰             | ۷            | ۵                   | ۵                   |
| قنات عمومی        | بخش مرکزی شهرستان همدان       | حصارقصابان       | ۵۰۰            | ۱۵             | ۱۰           | ۱۵                  | ۱۰                  |
| قنات عمومی        | بخش مرکزی شهرستان همدان       | کورکهریز         | ۵۰۰            | ۲۱             | ۱۲           | ۸                   | ۸                   |
| قنات عمومی        | بخش مرکزی شهرستان همدان       | گراچاق           | ۱۵۰۰           | ۴۴             | ۱۲           | ۱۲                  | ۱۲                  |
| قنات عمومی        | بخش مرکزی شهرستان همدان       | نهران            | ۲۵۰            | ۱۱             | ۶            | ۵                   | ۵                   |
| قنات عمومی        | بخش مرکزی شهرستان همدان       | قاسم‌آباد         | ۳۰۰۰           | ۱۰۰            | ۱۵           | ۲۵                  | ۲۵                  |
| قنات عمومی        | بخشی نامعلوم در شهرستان همدان | گنبدچای          | ۷۵۰            | ۳۹             | ۸            | ۲۰                  | ۲۰                  |
| قنات عمومی بالا   | بخش مرکزی شهرستان همدان       | نشیر             | ۱۰۰۰           | ۴۰             | ۱۷           | ۲۱                  | ۲۱                  |
| قنات عمومی پایین  | بخش مرکزی شهرستان همدان       | نشیر             | ۸۰۰            | ۳۲             | ۱۲           | ۵                   | ۵                   |
| قنات لشگر         | بخش مرکزی شهرستان همدان       | پادگان امام حسین | ۳۰۰            | ۱۲             | ۸            | ۱۰                  | ۱۰                  |
| قنات محمد         | بخش مرکزی شهرستان همدان       | ارزانفود         | ۱۵۰            | ۷              | ۸            | ۱۰                  | ۱۰                  |
| قنات محمدی        | بخشی نامعلوم در شهرستان همدان | حیران            | ۱۵۰            | ۷              | ۶            | ۳                   | ۳                   |
| قنات مرتضائی جلال | بخش مرکزی شهرستان همدان       | حیدره            | ۳۰۰            | ۱۲             | ۸            | ۶                   | ۶                   |
| قنات نادعلی       | بخش مرکزی شهرستان همدان       | حیدره            | ۱۰۰            | ۴              | ۵            | ۲                   | ۲                   |
| قنات ناصر         | بخش مرکزی شهرستان همدان       | دره مرادبیگ      | ۲۰۰            | ۱۰             | ۵            | ۲                   | ۲                   |
| قنات ناصری        | بخش مرکزی شهرستان همدان       | فقیره            | ۲۰۰            | ۸              | ۸            | ۵                   | ۵                   |
| قنات هادی         | بخش مرکزی شهرستان همدان       | ارزانفود         | ۱۲۰            | ۶              | ۸            | ۳                   | ۳                   |
| قنات وجدانی       | بخش مرکزی شهرستان همدان       | حیران            | ۱۲۰            | ۷              | ۸            | ۵                   | ۵                   |
| قنات پایین        | بخش مرکزی شهرستان همدان       | مرادبلاقی        | ۴۰۰            | ۱۸             | ۷            | ۱۲                  | ۱۲                  |
| قنات پایین        | بخش مرکزی شهرستان همدان       | پل شکسته         | ۵۰۰            | ۱۸             | ۷            | ۳۰                  | ۳۰                  |
| قنات کشوری        | بخش مرکزی شهرستان همدان       | فقیره            | ۱۲۰            | ۵              | ۸            | ۶                   | ۶                   |
| قنات کوه          | بخش مرکزی شهرستان همدان       | فقیره            | ۴۰۰            | ۱۶             | ۸            | ۷                   | ۷                   |
| قنات یارمطاقلو    | بخش مرکزی شهرستان همدان       | شیرآباد          | ۳۰۰            | ۱۲             | ۸            | ۴                   | ۴                   |
| کهریز             | بخش مرکزی شهرستان همدان       | جورقان           | ۱۰۰۰           | ۴۵             | ۱۰           | ۲۴                  | ۲۴                  |
| کهریز             | بخش مرکزی شهرستان همدان       | مریانج           | ۲۰۰۰           | ۲۵             | ۳۰           | ۱۴                  | ۱۴                  |
| کهریز             | بخش مرکزی شهرستان همدان       | سولان            | ۲۰۰            | ۶              | ۱۲           | ۱۲                  | ۱۲                  |
| یاطاق             | بخش مرکزی شهرستان همدان       | چشمه قصابان      | ۱۰۰۰           | ۲۷             | ۸            | ۹                   | ۹                   |